# مسيرة ذوي الإعاقة
كانت مسيرة الإعاقة جزءًا إلكترونيًا من مسيرة النساء في واشنطن عام 2017، حيث أتاحت للمتظاهرات من ذوي الإعاقة والمصابات بأمراض مزمنة المشاركة من خلال إنشاء ملفات تعريفية وأوصاف على موقع إلكتروني. نظّمت مسيرة الإعاقة مجموعة من المتطوعين من ذوي الإعاقة، وكانت راعيًا مشاركًا رسميًا لمسيرة النساء في واشنطن. وقد كانت مسيرة الإعاقة موضوعًا للبحث الأكاديمي.

## الأصول
تم تنظيم مسيرة الإعاقة من قبل سونيا هوبر، أستاذة الكتابة الإبداعية في جامعة فيرفيلد وامرأة معاقة. وعلى الرغم من أن هوبر أرادت حضور مسيرة النساء في واشنطن، إلا أنها أدركت أن ذلك سيؤثر سلبًا على صحتها.
جمعت هوبر مجموعةً مؤقتةً من حوالي عشرين متطوعًا لإنشاء الموقع الإلكتروني ونشر مساهمات المشاركين في المسيرة. وتم تحديد المتطوعين على أنهم من ذوي الإعاقة.

## المسيرة
تم إطلاق موقع مسيرة الإعاقة في منتصف نوفمبر وطلب من المشاركين الانضمام من خلال كتابة منشور من 300 كلمة حول سبب مشاركتهم وما تعنيه مسيرة الإعاقة لهم. بدأت مسيرة الإعاقة في النشر في 21 ديسمبر وانتهت في 29 يناير بإجمالي 3014 مشاركًا. انضم المشاركون في مسيرة الإعاقة من جميع أنحاء الولايات المتحدة والعالم، بما في ذلك اسكتلندا وأستراليا وبلجيكا وكندا والمملكة المتحدة. تراوحت أعمار المشاركين من 5 إلى 92 عامًا.
سلطت مسيرة الإعاقة الضوء على مخاوف الناشطين ذوي الإعاقة وحلفائهم، مذكّرة المسؤولين المنتخبين والناشطين بأن مجتمع ذوي الإعاقة لديه صوت ويستحق مساحة في حركات الاحتجاج. سلط المتظاهرون الضوء بشكل خاص على كيفية تضرر مجتمع ذوي الإعاقة بشكل خاص من أجندة إدارة ترامب، وخاصة تفكيك قانون الرعاية الميسرة.
وُصفت مسيرة الإعاقة بأنها راعٍ مشارك رسمي. أدرجتها مسيرة النساء كـ"شريك". ولم تُدرجها مسيرة النساء كـ"مسيرة الأخوات".

## الدراسات الأكاديمية
لقد تمت دراسة مسيرة الإعاقة وتحليلها من قبل علماء الإعاقة والاحتجاج.
نشر بنجامين دبليو مان تحليلاً لمسيرة الإعاقة في دورية دراسات الإعاقة الفصلية ، مشيرًا إلى مواضيع الإفصاح عن الإعاقة، ودعم تغطية الرعاية الصحية وحقوق الإنسان، ومعارضة الإدارة الجديدة. وجادل بأن هذا يُظهر أن الاحتجاجات الإلكترونية المتعلقة بالإعاقة يمكن أن تُعزز مشاركة الأفراد ذوي الإعاقة في الخطاب الاحتجاجي وقضايا السياسات.
أجرى فريق من الباحثين في جامعة إنديانا مقابلات مع المشاركين في مسيرة ذوي الإعاقة لاستكشاف كيفية إدراكهم لأنفسهم كناشطين، خاصة في ظل انتشار النشاط عبر الإنترنت الذي يُعتبر شكلاً من أشكال النشاط الكسول.

## روابط خارجية
- موقع مسيرة الإعاقة.